# Olympische Sommerspiele 1976/Teilnehmer (Sowjetunion)
| Gelbes Symbol für Goldmedaillen mit stilisierten Olympischen Ringen | Graues Symbol für Silbermedaillen mit stilisierten Olympischen Ringen | Braundes Symbol für Bronzemedaillen mit stilisierten Olympischen Ringen |
| ------------------------------------------------------------------- | --------------------------------------------------------------------- | ----------------------------------------------------------------------- |
| 49                                                                  | 41                                                                    | 35                                                                      |

Die Sowjetunion nahm an den Olympischen Sommerspielen 1976 in Montreal mit einer Delegation von 410 Athleten (285 Männer und 125 Frauen) an 189 Wettkämpfen in 22 Sportarten teil. 
Die sowjetischen Sportler gewannen 49 Gold-, 41 Silber- und 35 Bronzemedaillen, womit die Sowjetunion den ersten Platz im Medaillenspiegel belegte. Erfolgreichster Athlet war der Turner Nikolai Andrianow, der sieben Medaillen gewann und dabei viermal Olympiasieger wurde. Fahnenträger bei der Eröffnungsfeier war der Gewichtheber Wassili Alexejew.

## Teilnehmer nach Sportarten

### Basketball
Männer
- Bronze 
Wladimir Arsamaskow
Oleksandr Salnykow
Waleri Milosserdow
Sergei Below
Älschan Scharmuchamedow
Andrei Makejew
Iwan Jadeschka
Micheil Korkia
Wladimir Tkatschenko
Anatoli Myschkin
Alexander Below
Wolodymyr Schyhylij
Trainer: Wladimir Kondraschin

Frauen
- Gold 
Angele Rupschene
Tatjana Sacharowa-Nadyrowa
Rayssa Kurwjakowa
Olga Baryschewa-Korosteljowa
Tatjana Owetschkina
Nadeschda Schuwajewa-Olchowa
Uļjana Semjonova
Nadeschda Sacharowa
Nelli Ferjabnikowa
Olga Sucharnowa
Tamāra Dauniene
Natalija Klymowa
Trainerin: Lidija Alexejewa

### Bogenschießen
Männer
- Wladimir Tschendarow
Einzel: 5. Platz

Frauen
- Walentyna Kowpan
Einzel: Silber

- Sebinisso Rustamowa
Einzel: Bronze

### Boxen
- Oleksandr Tkatschenko
Halbfliegengewicht: im Achtelfinale ausgeschieden

- Dawit Torosjan
Fliegengewicht: Bronze

- Wiktor Rybakow
Bantamgewicht: Bronze

- Anatoli Wolkow
Federgewicht: in der 1. Runde ausgeschieden

- Wassili Solomin
Leichtgewicht: Bronze

- Waleri Limassow
Halbweltergewicht: in der 1. Runde ausgeschieden

- Waleri Ratschkow
Weltergewicht: im Achtelfinale ausgeschieden

- Wiktor Sawtschenko
Halbmittelgewicht: Bronze

- Rufat Riskijew
Mittelgewicht: Silber

- Anatolij Klimanow
Halbschwergewicht: im Achtelfinale ausgeschieden

- Wyktor Ywanow
Schwergewicht: im Achtelfinale ausgeschieden

### Fechten
Männer
- Alexander Romankow
Florett: Silber 
Florett Mannschaft: 4. Platz

- Wassyl Stankowytsch
Florett: 4. Platz
Florett Mannschaft: 4. Platz
Degen Mannschaft: 5. Platz

- Wladimir Denissow
Florett: 7. Platz
Florett Mannschaft: 4. Platz

- Sabirdschan Rusijew
Florett Mannschaft: 4. Platz

- Boris Lukomski
Degen: 17. Platz
Degen Mannschaft: 5. Platz

- Alexander Bykow
Degen: 20. Platz
Degen Mannschaft: 5. Platz

- Alexander Abuschachmetow
Degen: 26. Platz
Degen Mannschaft: 5. Platz

- Wiktor Modsolewski
Degen Mannschaft: 5. Platz

- Wiktor Krowopuskow
Säbel: Gold 
Säbel Mannschaft: Gold

- Wladimir Naslymow
Säbel: Silber 
Säbel Mannschaft: Gold

- Wiktor Sidjak
Säbel: Bronze 
Säbel Mannschaft: Gold

- Michail Burzew
Säbel Mannschaft: Gold

- Eduard Winokurow
Säbel Mannschaft: Gold

Frauen
- Jelena Belowa
Florett: Bronze 
Florett Mannschaft: Gold

- Walentina Sidorowa
Florett: 7. Platz
Florett Mannschaft: Gold

- Olga Knjasewa
Florett: 9. Platz
Florett Mannschaft: Gold

- Nailja Giljasowa
Florett Mannschaft: Gold

- Walentina Nikonowa
Florett Mannschaft: Gold

### Fußball
Männer
- Bronze 
Wladimir Astapowski
Oleh Blochin
Leonid Burjak
Wladimir Fjodorow
Mychajlo Fomenko
Wiktor Kolotow
Anatolij Konkow
Wiktor Matwijenko
Alexander Minajew
Leonid Nasarenko
Wolodymyr Onyschtschenko
Alexander Prochorow
Dawit Qipiani
Stefan Reschko
Wiktor Swjahinzew
Wolodymyr Troschkin
Wolodymyr Weremejew

### Gewichtheben
- Alexander Woronin
Fliegengewicht: Gold

- Nikolai Kolesnikow
Federgewicht: Gold

- Petro Korol
Leichtgewicht: Gold

- Wartan Militosjan
Mittelgewicht: Silber

- Waleryj Scharyj
Halbschwergewicht: Gold

- Dawid Rigert
Mittelschwergewicht: Gold

- Serhej Poltorazkyj
Mittelschwergewicht: Wettkampf nicht beendet

- Juri Saizew
Schwergewicht: Gold

- Wassili Alexejew
Superschwergewicht: Gold

### Handball
Männer
- Gold 
Mychajlo Ischtschenko
Anatoli Fedjukin
Wladimir Maximow
Serhij Kuschnirjuk
Wassili Iljin
Wladimir Krawzow
Juri Klimow
Jurij Lahutyn
Aleksandre Anpilogowi
Jewgeni Tschernyschow
Waleri Gassi
Mykola Tomin
Juri Kidjajew
Oleksandr Rjesanow

Frauen
- Gold 
Aldona Česaitytė
Nina Lobowa
Ljudmyla Pantschuk
Laryssa Karlowa
Natalija Scherstjuk
Rafiga Schabanowa
Ljubow Bereschnaja
Sinajida Turtschyna
Tatjana Makarez
Maryja Lytoschenko
Ljudmyla Bobrus
Tetjana Hluschtschenko
Ljudmila Schubina
Halyna Sacharowa

### Judo
- Oleg Surabiani
Leichtgewicht: 18. Platz

- Wladimir Newsorow
Halbmittelgewicht: Gold

- Waleri Dwoinikow
Mittelgewicht: Silber

- Ramas Charschiladse
Halbschwergewicht: Silber

- Sergei Nowikow
Schwergewicht: Gold

- Schota Tschotschischwili
Offene Klasse: Bronze

### Kanu
Männer
- Sergei Lisunow
Einer-Kajak 500 m: 6. Platz

- Oleksandr Schaparenko
Einer-Kajak 1000 m: 5. Platz

- Serhij Nahornyj
Zweier-Kajak 500 m: Silber 
Zweier-Kajak 1000 m: Gold

- Uladsimir Ramanouski
Zweier-Kajak 500 m: Silber 
Zweier-Kajak 1000 m: Gold

- Sergei Tschuchrai
Vierer-Kajak 1000 m: Gold

- Alexander Degtjarjow
Vierer-Kajak 1000 m: Gold

- Jurij Filatow
Vierer-Kajak 1000 m: Gold

- Wladimir Morosow
Vierer-Kajak 1000 m: Gold

- Alexander Rogow
Einer-Canadier 500 m: Gold

- Wassyl Jurtschenko
Einer-Canadier 1000 m: Silber

- Serhij Petrenko
Zweier-Canadier 500 m: Gold 
Zweier-Canadier 1000 m: Gold

- Alexander Winogradow
Zweier-Canadier 500 m: Gold 
Zweier-Canadier 1000 m: Gold

Frauen
- Tatjana Korschunowa
Einer-Kajak 500 m: Silber

- Nina Gopowa
Zweier-Kajak 500 m: Gold

- Galina Kreft
Zweier-Kajak 500 m: Gold

### Leichtathletik
Männer
- Walerij Borsow
100 m: Bronze 
4-mal-100-Meter-Staffel: Bronze

- Alexandr Aksinin
100 m: im Halbfinale ausgeschieden
4-mal-100-Meter-Staffel: Bronze

- Juris Silovs
100 m: im Vorlauf ausgeschieden
4-mal-100-Meter-Staffel: Bronze

- Nikolai Kolesnikow
200 m: im Halbfinale ausgeschieden
4-mal-100-Meter-Staffel: Bronze

- Wiktor Anochin
800 m: im Halbfinale ausgeschieden
4-mal-400-Meter-Staffel: im Vorlauf ausgeschieden

- Wladimir Ponomarjow
800 m: im Vorlauf ausgeschieden
4-mal-400-Meter-Staffel: im Vorlauf ausgeschieden

- Enn Sellik
5000 m: 11. Platz

- Boris Kusnezow
5000 m: Rennen nicht beendet

- Leonid Mossejew
Marathon: 7. Platz

- Aljaksandr Gozki
Marathon: 9. Platz

- Juri Welikorodnych
Marathon: 24. Platz

- Wjatscheslaw Kulebjakin
110 m Hürden: 7. Platz

- Wiktor Mjasnikow
110 m Hürden: 8. Platz

- Jauhen Haurylenka
400 m Hürden: Bronze 
4-mal-400-Meter-Staffel: im Vorlauf ausgeschieden

- Dmitri Stukalow
400 m Hürden: im Halbfinale ausgeschieden
4-mal-400-Meter-Staffel: im Vorlauf ausgeschieden

- Wolodymyr Holubnytschyj
20 km Gehen: 7. Platz

- Otto Bartsch
20 km Gehen: 13. Platz

- Wiktor Semjonow
20 km Gehen: 15. Platz

- Sergei Budalow
Hochsprung: 4. Platz

- Serhij Senjukow
Hochsprung: 5. Platz

- Jurij Prochorenko
Stabhochsprung: 10. Platz

- Wladimir Kischkun
Stabhochsprung: 13. Platz

- Juri Issakow
Stabhochsprung: ohne gültige Höhe in der Qualifikation

- Walerij Pidluschnyj
Weitsprung: 7. Platz

- Alexei Perewersew
Weitsprung: 10. Platz

- Tõnu Lepik
Weitsprung: 20. Platz

- Wiktor Sanejew
Dreisprung: Gold

- Walentyn Schewtschenko
Dreisprung: 15. Platz

- Jewgeni Mironow
Kugelstoßen: Silber

- Alexander Baryschnikow
Kugelstoßen: Bronze

- Nikolai Wichor
Diskuswurf: 21. Platz

- Jurij Sjedych
Hammerwurf: Gold

- Alexei Spiridonow
Hammerwurf: Silber

- Anatolij Bondartschuk
Hammerwurf: Bronze

- Wassyl Jerschow
Speerwurf: 6. Platz

- Jānis Lūsis
Speerwurf: 8. Platz

- Mykola Awilow
Zehnkampf: Bronze

- Leonid Lytwynenko
Zehnkampf: 7. Platz

- Alexander Grebenjuk
Zehnkampf: 9. Platz

Frauen
- Ljudmila Maslakowa
100 m: im Halbfinale ausgeschieden
200 m: im Viertelfinale ausgeschieden
4-mal-100-Meter-Staffel: Bronze

- Wera Anissimowa
100 m: im Halbfinale ausgeschieden
4-mal-100-Meter-Staffel: Bronze

- Nadeschda Besfamilnaja
100 m: im Viertelfinale ausgeschieden
200 m: im Halbfinale ausgeschieden
4-mal-100-Meter-Staffel: Bronze

- Tetjana Prorotschenko
200 m: 6. Platz
4-mal-100-Meter-Staffel: Bronze

- Nadeschda Iljina
400 m: im Halbfinale ausgeschieden
4-mal-400-Meter-Staffel: Bronze

- Ljudmila Aksjonowa
400 m: im Halbfinale ausgeschieden
4-mal-400-Meter-Staffel: Bronze

- Natalja Sokolowa
400 m: im Halbfinale ausgeschieden
4-mal-400-Meter-Staffel: Bronze

- Tatjana Kasankina
800 m: Gold 
1500 m: Gold

- Swetlana Styrkina
800 m: 5. Platz

- Walentina Gerassimowa
800 m: im Halbfinale ausgeschieden

- Ljudmila Bragina
1500 m: 5. Platz

- Raissa Kazjukowa-Smechawa
1500 m: im Halbfinale ausgeschieden

- Tatjana Anissimowa
100 m Hürden: Silber

- Natalja Lebedewa
100 m Hürden: Bronze

- Ljubow Kononowa
100 m Hürden: im Halbfinale ausgeschieden

- Inta Kļimoviča-Drēviņa
4-mal-400-Meter-Staffel: Bronze

- Tazzjana Bojka
Hochsprung: 6. Platz

- Galina Filatowa
Hochsprung: 12. Platz

- Nadseja Marynenka
Hochsprung: 27. Platz

- Lidija Alfejewa
Weitsprung: Bronze

- Ljudmila Borsuk
Weitsprung: 23. Platz

- Nadeschda Tschischowa
Kugelstoßen: Silber

- Swetlana Dolschenko-Kratschewskaja
Kugelstoßen: 9. Platz

- Faina Melnik
Kugelstoßen: 10. Platz
Diskuswurf: 4. Platz

- Natalja Gorbatschowa
Diskuswurf: 8. Platz

- Olga Andrianowa
Diskuswurf: 10. Platz

- Swetlana Babitsch
Speerwurf: 6. Platz

- Nadeschda Jakubowitsch
Speerwurf: 7. Platz

- Ljudmila Popowskaja
Fünfkampf: 4. Platz

- Nadija Tkatschenko
Fünfkampf: 5. Platz

- Tatjana Worochobko
Fünfkampf: 14. Platz

### Moderner Fünfkampf
- Pawel Lednjow
Einzel: Silber 
Mannschaft: wegen Dopings von Borys Onyschtschenko disqualifiziert

- Boris Mosolow
Einzel: 8. Platz
Mannschaft: wegen Dopings von Borys Onyschtschenko disqualifiziert

- Borys Onyschtschenko
Einzel: wegen Dopings disqualifiziert
Mannschaft: wegen Dopings von Borys Onyschtschenko disqualifiziert

### Radsport
- Nikolai Gorelow
Straßenrennen: 5. Platz

- Alexander Awerin
Straßenrennen: 17. Platz

- Waleri Tschaplygin
Straßenrennen: 39. Platz
Mannschaftszeitfahren: Gold

- Aavo Pikkuus
Straßenrennen: 44. Platz
Mannschaftszeitfahren: Gold

- Uladsimir Kaminski
Mannschaftszeitfahren: Gold

- Anatolij Tschukanow
Mannschaftszeitfahren: Gold

- Serhij Krawzow
Bahn Sprint: 5. Platz

- Eduard Rapp
Bahn 1000 m Zeitfahren: Rennen nicht beendet

- Wladimir Ossokin
Bahn 4000 m Einerverfolgung: 4. Platz
Bahn 4000 m Mannschaftsverfolgung: Silber

- Witali Petrakow
Bahn 4000 m Mannschaftsverfolgung: Silber

- Alexander Perow
Bahn 4000 m Mannschaftsverfolgung: Silber

- Wiktor Sokolow
Bahn 4000 m Mannschaftsverfolgung: Silber

### Reiten
- Wiktor Ugrjumow
Dressur: 6. Platz
Dressur Mannschaft: 4. Platz

- Iwan Kalita
Dressur: 13. Platz
Dressur Mannschaft: 4. Platz

- Iwan Kisimow
Dressur: 16. Platz
Dressur Mannschaft: 4. Platz

- Juri Salnikow
Vielseitigkeit: 8. Platz
Vielseitigkeit Mannschaft: 5. Platz

- Waleri Dworjaninow
Vielseitigkeit: 17. Platz
Vielseitigkeit Mannschaft: 5. Platz

- Wiktor Kalinin
Vielseitigkeit: 25. Platz
Vielseitigkeit Mannschaft: 5. Platz

- Pjotr Gornuschko
Vielseitigkeit: ausgeschieden
Vielseitigkeit Mannschaft: 5. Platz

### Ringen
- Alexei Schumakow
Papiergewicht, griechisch-römisch: Gold

- Witali Konstantinow
Fliegengewicht, griechisch-römisch: Gold

- Farchat Mustafin
Bantamgewicht, griechisch-römisch: Bronze

- Nelson Dawidjan
Federgewicht, griechisch-römisch: Silber

- Suren Nalbandjan
Leichtgewicht, griechisch-römisch: Gold

- Anatoli Bykow
Weltergewicht, griechisch-römisch: Gold

- Wladimir Tscheboksarow
Mittelgewicht, griechisch-römisch: Silber

- Waleri Resanzew
Halbschwergewicht, griechisch-römisch: Gold

- Nikolai Balboschin
Schwergewicht, griechisch-römisch: Gold

- Oleksandr Koltschynskyj
Superschwergewicht, griechisch-römisch: Gold

- Roman Dmitrijew
Papiergewicht, Freistil: Silber

- Alexander Iwanow
Fliegengewicht, Freistil: Silber

- Wladimir Jumin
Bantamgewicht, Freistil: Gold

- Sergei Timofejew
Federgewicht, Freistil: 6. Platz

- Pawel Pinigin
Leichtgewicht, Freistil: Gold

- Ruslan Aschuralijew
Weltergewicht, Freistil: 4. Platz

- Wiktor Nowoschilow
Mittelgewicht, Freistil: Silber

- Lewan Tediaschwili
Halbschwergewicht, Freistil: Gold

- Iwan Jarygin
Schwergewicht, Freistil: Gold

- Soslan Andijew
Superschwergewicht, Freistil: Gold

### Rudern
Männer
- Mykola Dowhan
Einer: 5. Platz

- Jewgeni Barbakow
Doppel-Zweier: 4. Platz

- Gennadi Korschikow
Doppel-Zweier: 4. Platz

- Gennadi Kinko
Zweier ohne Steuermann: 7. Platz

- Tiit Helmja
Zweier ohne Steuermann: 7. Platz

- Dmitri Bechterew
Zweier mit Steuermann: Silber

- Juri Schurkalow
Zweier mit Steuermann: Silber

- Juri Lorenzson
Zweier mit Steuermann: Silber

- Jewgeni Dulejew
Doppel-Vierer: Silber

- Juri Jakimow
Doppel-Vierer: Silber

- Aivars Lazdenieks
Doppel-Vierer: Silber

- Vytautas Butkus
Doppel-Vierer: Silber

- Raul Arnemann
Vierer ohne Steuermann: Bronze

- Nikolai Kusnezow
Vierer ohne Steuermann: Bronze

- Waleri Dolinin
Vierer ohne Steuermann: Bronze

- Anuschawan Gassan-Dschalalow
Vierer ohne Steuermann: Bronze

- Wladimir Jeschinow
Vierer mit Steuermann: Gold

- Nikolai Iwanow
Vierer mit Steuermann: Gold

- Michail Kusnezow
Vierer mit Steuermann: Gold

- Alexander Klepikow
Vierer mit Steuermann: Gold

- Alexander Lukjanow
Vierer mit Steuermann: Gold

- Alexander Schitow
Achter mit Steuermann: 7. Platz

- Antanas Čikotas
Achter mit Steuermann: 7. Platz

- Wassili Potapow
Achter mit Steuermann: 7. Platz

- Alexander Pljuschkin
Achter mit Steuermann: 7. Platz

- Anatoli Nemtyrjow
Achter mit Steuermann: 7. Platz

- Igor Konnow
Achter mit Steuermann: 7. Platz

- Anatoli Iwanow
Achter mit Steuermann: 7. Platz

- Wladimir Wassiljew
Achter mit Steuermann: 7. Platz

- Wladimir Scharow
Achter mit Steuermann: 7. Platz

Frauen
- Jelena Antonowa
Einer: Bronze

- Eleonora Kaminskaitė
Doppel-Zweier: Bronze

- Genovaitė Ramoškienė
Doppel-Zweier: Bronze

- Natalija Horodilowa
Zweier ohne Steuerfrau: 4. Platz

- Hanna Karnauschenko
Zweier ohne Steuerfrau: 4. Platz

- Ljudmila Krochina
Vierer mit Steuerfrau: Bronze

- Lidija Krylowa
Vierer mit Steuerfrau: Bronze

- Galina Mischenina
Vierer mit Steuerfrau: Bronze

- Anna Passocha
Vierer mit Steuerfrau: Bronze

- Nadeschda Sewostjanowa
Vierer mit Steuerfrau: Bronze

- Anna Kondraschina
Doppel-Vierer mit Steuerfrau: Silber

- Mira Brjunina
Doppel-Vierer mit Steuerfrau: Silber

- Larissa Alexandrowa
Doppel-Vierer mit Steuerfrau: Silber

- Galina Jermolajewa
Doppel-Vierer mit Steuerfrau: Silber

- Nadeschda Tschernyschowa
Doppel-Vierer mit Steuerfrau: Silber

- Ljubow Talalajewa
Achter mit Steuerfrau: Silber

- Nadeschda Roschtschina
Achter mit Steuerfrau: Silber

- Klavdija Koženkova
Achter mit Steuerfrau: Silber

- Olena Subko
Achter mit Steuerfrau: Silber

- Olha Kolkowa
Achter mit Steuerfrau: Silber

- Nadeschda Roschon
Achter mit Steuerfrau: Silber

- Olha Husenko
Achter mit Steuerfrau: Silber

- Nelli Tarakanowa
Achter mit Steuerfrau: Silber

- Olha Puhowska
Achter mit Steuerfrau: Silber

### Schießen
- Afanasijs Kuzmins
Schnellfeuerpistole 25 m: 4. Platz

- Wiktor Torschin
Schnellfeuerpistole 25 m: 11. Platz

- Grigori Kossych
Freie Pistole 50 m: 7. Platz

- Marlen Papawa
Freie Pistole 50 m: 26. Platz

- Alexander Mitrofanow
Kleinkalibergewehr Dreistellungskampf 50 m: 8. Platz

- Gennadi Luschtschikow
Kleinkalibergewehr Dreistellungskampf 50 m: 11. Platz
Kleinkalibergewehr liegend 50 m: Bronze

- Borys Melnyk
Kleinkalibergewehr liegend 50 m: 12. Platz

- Aljaksandr Hasau
Laufende Scheibe 50 m: Gold

- Aljaksandr Kedsjarau
Laufende Scheibe 50 m: Silber

- Alexander Androschkin
Trap: 15. Platz

- Alexander Alipow
Trap: 14. Platz

- Juri Zuranow
Skeet: 10. Platz

- Alexander Tscherkassow
Skeet: 14. Platz

### Schwimmen
Männer
- Wladimir Bure
100 m Freistil: 7. Platz

- Andrei Krylow
100 m Freistil: 8. Platz
200 m Freistil: 4. Platz
4-mal-200-Meter-Freistil-Staffel: Silber 
4-mal-100-Meter-Lagen-Staffel: 5. Platz

- Andrei Bogdanow
100 m Freistil: im Halbfinale ausgeschieden
200 m Freistil: 8. Platz
4-mal-200-Meter-Freistil-Staffel: Silber 
4-mal-100-Meter-Lagen-Staffel: 5. Platz

- Sergei Kopljakow
200 m Freistil: im Vorlauf ausgeschieden
4-mal-200-Meter-Freistil-Staffel: Silber

- Wolodymyr Raskatow
400 m Freistil: Bronze 
4-mal-200-Meter-Freistil-Staffel: Silber

- Wladimir Michejew
400 m Freistil: 7. Platz
4-mal-200-Meter-Freistil-Staffel: Silber

- Wladimir Salnikow
400 m Freistil: im Vorlauf ausgeschieden
1500 m Freistil: 5. Platz

- Walentin Parinow
1500 m Freistil: im Vorlauf ausgeschieden

- Igor Kuschpelew
1500 m Freistil: im Vorlauf ausgeschieden

- Andrei Smirnow
400 m Lagen: Bronze 
4-mal-200-Meter-Freistil-Staffel: Silber

- Igor Omeltschenko
100 m Rücken: im Halbfinale ausgeschieden
200 m Rücken: im Vorlauf ausgeschieden
4-mal-100-Meter-Lagen-Staffel: 5. Platz

- Ivan Mikolutsky
100 m Rücken: im Vorlauf ausgeschieden
200 m Rücken: im Vorlauf ausgeschieden

- Arvydas Juozaitis
100 m Brust: Bronze 
200 m Brust: 6. Platz
4-mal-100-Meter-Lagen-Staffel: 5. Platz

- Nikolai Pankin
100 m Brust: im Halbfinale ausgeschieden
200 m Brust: 7. Platz
4-mal-100-Meter-Lagen-Staffel: 5. Platz

- Wladimir Dementjew
100 m Brust: im Vorlauf ausgeschieden

- Aigars Kudis
200 m Brust: im Vorlauf ausgeschieden

- Jewgeni Seredin
100 m Schmetterling: im Halbfinale ausgeschieden
4-mal-100-Meter-Lagen-Staffel: 5. Platz

- Oleksandr Manatschynskyj
100 m Schmetterling: im Vorlauf ausgeschieden
200 m Schmetterling: 8. Platz

- Michail Gorelik
200 m Schmetterling: im Vorlauf ausgeschieden
400 m Lagen: im Vorlauf ausgeschieden

- Anatoli Smirnow
200 m Schmetterling: im Vorlauf ausgeschieden
400 m Lagen: im Vorlauf ausgeschieden

Frauen
- Irina Wlassowa
100 m Freistil: im Vorlauf ausgeschieden
200 m Freistil: 8. Platz
400 m Freistil: im Vorlauf ausgeschieden
4-mal-100-Meter-Freistil-Staffel: 5. Platz

- Ljubow Kobsowa
100 m Freistil: im Vorlauf ausgeschieden
200 m Freistil: im Vorlauf ausgeschieden
4-mal-100-Meter-Freistil-Staffel: 5. Platz

- Marina Kljutschnikowa
100 m Freistil: im Vorlauf ausgeschieden
4-mal-100-Meter-Freistil-Staffel: 5. Platz

- Larissa Zarjowa
200 m Freistil: im Vorlauf ausgeschieden
4-mal-100-Meter-Freistil-Staffel: 5. Platz
4-mal-100-Meter-Lagen-Staffel: 4. Platz

- Nadija Stawko
100 m Rücken: 6. Platz
200 m Rücken: 4. Platz
4-mal-100-Meter-Lagen-Staffel: 4. Platz

- Klawdija Studennikowa
100 m Rücken: im Halbfinale ausgeschieden
200 m Rücken: 7. Platz

- Ljubow Russanowa
100 m Brust: Silber 
200 m Brust: Bronze

- Marina Koschewaja
100 m Brust: Bronze 
200 m Brust: Gold

- Marina Jurtschenja
100 m Brust: 6. Platz
200 m Brust: Silber 
4-mal-100-Meter-Lagen-Staffel: 4. Platz

- Tamara Schelofastowa
100 m Schmetterling: 8. Platz
200 m Schmetterling: 7. Platz
4-mal-100-Meter-Lagen-Staffel: 4. Platz

- Natalja Popowa
100 m Schmetterling: im Vorlauf ausgeschieden
200 m Schmetterling: 8. Platz
400 m Lagen: im Vorlauf ausgeschieden

### Segeln
- Andrei Balaschow
Finn-Dinghy: Silber

- Wiktor Potapow
470er: 4. Platz

- Alexander Potapow
470er: 4. Platz

- Wladimir Leontjew
Flying Dutchman: 5. Platz

- Waleri Subanow
Flying Dutchman: 5. Platz

- Wladyslaw Akymenko
Tempest: Silber

- Walentin Mankin
Tempest: Silber

- Wladimir Wassiljew
Tornado: 12. Platz

- Wjatscheslaw Tinejew
Tornado: 12. Platz

- Boris Budnikow
Soling: 4. Platz

- Walentin Samotaikin
Soling: 4. Platz

- Nikolai Poljakow
Soling: 4. Platz

### Turnen
Männer
- Nikolai Andrianow
Einzelmehrkampf: Gold 
Boden: Gold 
Pferdsprung: Gold 
Barren: Silber 
Reck: 10. Platz
Ringe: Gold 
Seitpferd: Bronze 
Mannschaftsmehrkampf: Silber

- Alexander Ditjatin
Einzelmehrkampf: 4. Platz
Boden: 3. Platz in der Qualifikation[1]
Pferdsprung: 11. Platz
Barren: 13. Platz
Reck: 14. Platz
Ringe: Silber 
Seitpferd: 6. Platz
Mannschaftsmehrkampf: Silber

- Wladimir Markelow
Einzelmehrkampf: 34. Platz
Boden: 3. Platz in der Qualifikation[1]
Pferdsprung: 26. Platz
Barren: 5. Platz in der Qualifikation[2]
Reck: 7. Platz
Ringe: 2. Platz in der Qualifikation[2]
Seitpferd: 11. Platz
Mannschaftsmehrkampf: Silber

- Gennadi Kryssin
Einzelmehrkampf: 8. Platz in der Qualifikation[3]
Boden: 5. Platz in der Qualifikation[1]
Pferdsprung: 15. Platz
Barren: 16. Platz
Reck: 5. Platz
Ringe: 20. Platz
Seitpferd: 11. Platz
Mannschaftsmehrkampf: Silber

- Wladimir Martschenko
Einzelmehrkampf: 11. Platz in der Qualifikation[3]
Boden: Silber 
Pferdsprung: 15. Platz
Barren: 50. Platz
Reck: 17. Platz
Ringe: 5. Platz in der Qualifikation[1]
Seitpferd: 10. Platz
Mannschaftsmehrkampf: Silber

- Wladimir Tichonow
Einzelmehrkampf: 23. Platz in der Qualifikation[3]
Boden: 12. Platz
Pferdsprung: 75. Platz
Barren: 46. Platz
Reck: 20. Platz
Ringe: 9. Platz
Seitpferd: 17. Platz
Mannschaftsmehrkampf: Silber

Frauen
- Nelli Kim
Einzelmehrkampf: Silber 
Boden: Gold 
Pferdsprung: Gold 
Stufenbarren: 6. Platz
Schwebebalken: 7. Platz in der Qualifikation[1]
Mannschaftsmehrkampf: Gold

- Ljudmila Turischtschewa
Einzelmehrkampf: Bronze 
Boden: Silber 
Pferdsprung: Silber 
Stufenbarren: 10. Platz in der Qualifikation[1]
Schwebebalken: 4. Platz
Mannschaftsmehrkampf: Gold

- Olga Korbut
Einzelmehrkampf: 5. Platz
Boden: 17. Platz
Pferdsprung: 7. Platz in der Qualifikation[1]
Stufenbarren: 5. Platz
Schwebebalken: Silber 
Mannschaftsmehrkampf: Gold

- Elwira Saadi
Einzelmehrkampf: 7. Platz in der Qualifikation[3]
Boden: 6. Platz in der Qualifikation[1]
Pferdsprung: 8. Platz in der Qualifikation[1]
Stufenbarren: 14. Platz
Schwebebalken: 5. Platz in der Qualifikation[1]
Mannschaftsmehrkampf: Gold

- Swetlana Grosdowa
Einzelmehrkampf: 9. Platz in der Qualifikation[3]
Boden: 3. Platz in der Qualifikation[1]
Pferdsprung: 21. Platz
Stufenbarren: 12. Platz
Schwebebalken: 13. Platz
Mannschaftsmehrkampf: Gold

- Marija Filatowa
Einzelmehrkampf: 9. Platz in der Qualifikation[3]
Boden: 8. Platz
Pferdsprung: 3. Platz in der Qualifikation[1]
Stufenbarren: 26. Platz
Schwebebalken: 10. Platz
Mannschaftsmehrkampf: Gold

### Volleyball
Männer
- Silber 
Anatolij Polischtschuk
Wjatscheslaw Saizew
Jefim Tschulak
Wladimir Dorochow
Alexander Jermilow
Pāvels Seļivanovs
Oleh Molyboha
Wladimir Kondra
Juri Starunski
Wladimir Tschernyschow
Wladimir Ulanow
Alexander Sawin

Frauen
- Silber 
Hanna Rostowa
Ljudmila Schtschetinina
Lilija Ossadtscha
Natalja Kuschnir
Olha Kosakowa
Nina Smolejewa
Ljubow Rudowska
Larissa Bergen
Inna Ryskal
Ljudmila Tschernyschowa
Soja Jussowa
Nina Muradjan

### Wasserball
Männer
- 8. Platz
Anatoly Klebanov
Sergei Kotenko
Alexander Drewal
Alexander Dolguschin
Witali Romantschuk
Alexander Kabanow
Oleksij Barkalow
Nikolai Melnikow
Nugsar Mschwenijeradse
Wladimer Isselidse
Alexander Sacharow

### Wasserspringen
Männer
- Aljaksandr Kassjankou
3 m Kunstspringen: Bronze

- Boris Koslow
3 m Kunstspringen: 11. Platz

- Wjatscheslaw Strachow
3 m Kunstspringen: 12. Platz

- Uladsimir Alejnik
10 m Turmspringen: Bronze

- Dawit Hambarzumjan
10 m Turmspringen: 7. Platz

- Sergei Nemzanow
10 m Turmspringen: 9. Platz

Frauen
- Olga Dmitrijewa
3 m Kunstspringen: 6. Platz

- Irina Kalinina
3 m Kunstspringen: 7. Platz
10 m Turmspringen: 4. Platz

- Tatjana Podmarjowa
3 m Kunstspringen: 16. Platz

- Jelena Waizechowskaja
10 m Turmspringen: Gold

- Tetjana Wolynkina
10 m Turmspringen: 12. Platz